# Филип Бургундски (Оверн)
Филип Бургундски (фр.: Philippe Monsieur, * 10 ноември 1323, † 10 август 1346) от Старата бургундска династия, е (uxor nomine) граф на Оверн и Булон (1338 – 1346).

## Произход
Филип е единственият останал жив син на херцог Одо IV († 3 април 1350) и Жана III (* 1308, † 1347), пфалцграфиня на Бургундия, дъщеря на крал Филип V и Жана II.
През 1340 г. той се бие с баща си при защитата на град Сент Омер против нападенията на сваления граф Роберт III от Артоа.
През 1346 г. Филип участва при обсадата на Егийон, където на 10 август е изхвърлен и ритнат от коня си и умира.

## Семейство и деца
На 26 септември 1338 г. Филип Бургундски се жени за Жана I (* 1326, † 1360), от 1332 г. графиня на Оверн и Булон, дъщеря и наследник на Гийом XII граф на Оверн и Булон, и на Маргарита Еврьо. Те имат три деца:
- Жана (* 1344, † 1360)
- Маргарита (* 1345, † малка)
- Филип I (* 1346, † 1361), наследява дядо си като херцог на Бургундия, граф на Бургундия, Артоа, Оверн и Булон.

Вдовицата му Жана се омъжва на 19 февруари 1350 г. за френския тронпринц и крал Жан II дьо Валоа и става кралица на Франция (1350 – 1360).